# Mokisz
Mokisz (biał. Мокіш, Mokisz, ros. Мокиш, Mokisz) – wieś na Białorusi, w obwodzie homelskim, w rejonie chojnickim, w sielsowiecie Streliczewo. W 1921 roku nazwę „Mokisz” nosiły wieś i folwark. We wsi znajdowało się 27 budynków. Obecnie miejscowość jest niezamieszkana.